# Saint-Germain-de-Calberte
 Saint-Germain-de-Calberte  es una población y comuna francesa, situada en la región de Languedoc-Rosellón, departamento de Lozère, en el distrito de Florac y cantón de Saint-Germain-de-Calberte.

## Demografía
| 517 | 462 | 446 | 445 | 478 | 485 |
| Para los censos de 1962 a 1999 la población legal corresponde a la población sin duplicidades (Fuente: INSEE [Consultar]) |     |     |     |     |     |